# 孫華
孫華（6世纪？—617年），冯翊郡人，隋末民变领袖。

## 生平
616年，七月十四日，孙华举兵反隋。虞世基请求隋炀帝派兵驻在洛口仓，隋炀帝说虞世基遇事恐惧畏缩。李渊在晋阳起兵时，关中群雄中孙华的势力最强，617年八月十八日，李渊到汾阴，写信招抚孙华。八月二十日，李渊进军至壶口，八月廿四日，孙华从郃阳轻骑渡黄河来见李渊。李渊握着他的手，和他坐在一起，慰劳奖赏，封为左光禄大夫、武乡县公，冯翊太守。孙华可以将有功的部众依次授予官职，李渊赏赐孙华的物品非常丰厚。
李渊让孙华先渡河，再派左、右统军王长谐、刘弘基和左领军长史陈演寿、金紫光禄大夫史大柰统率步骑兵六千人，从梁山渡河，在河西扎营等待大军。九月，隋将屈突通派遣桑显和率领数千骁果夜袭王长谐的营地。孙华、史大柰派遣游骑从后面袭击桑显和，大败之。十月廿七日，李渊命各军攻长安大兴城。规定“毋得犯七庙及代王、宗室，违者夷三族！”孙华在战斗中，中流箭而死。